# NGC 1263
NGC 1263 è una lontana galassia a spirale barrata situata nella costellazione dell'Eridano, a una distanza di circa 447 milioni di anni luce dalla nostra Via Lattea.

## Scoperta
La galassia è stata scoperta il 31 dicembre 1885 dall'astronomo statunitense Francis Leavenworth.